# Cathédrale Saint-Jacques de Šibenik
Cette  cathédrale n’est pas la seule cathédrale Saint-Jacques.
La cathédrale Saint-Jacques de Šibenik (Croatie) est la cathédrale de l'évêché de Šibenik, sur la côte Dalmate. Construite de 1431 à 1536 par trois architectes différents, elle témoigne de la transition entre l'art gothique et celui de la Renaissance ainsi que de la richesse des échanges entre la Dalmatie, la Toscane et l'Italie du Nord. Depuis 2000, elle est inscrite sur la liste du patrimoine mondial de l'humanité de l'UNESCO.

## Histoire
L'actuelle cathédrale Saint-Jacques fait suite à une précédente église romane. L'origine de sa construction remonte à l'année 1298, lorsque Šibenik accède au statut de ville et obtient son propre évêché. Il faut cependant attendre 1402 avant que la décision de la construction ne soit prise et 1431 pour que les travaux débutent.

### Première phase de construction
Au cours des dix premières années de construction sous la direction de Bonino da Milano, les maîtres gothiques italiens Francesco di Giacomo, Lorenzo Pincino et Pier Paolo Bussato, ainsi que les maîtres tailleurs de pierre locaux Andrija Budčić et Grubiš Šlafčić participent à l'élévation des premières structures de la cathédrale: murs longitudinaux, parties gothiques de la façade et les deux portails.

### Georges le Dalmate
À partir de 1441, le conseil de la ville décide d'élire Georges le Dalmate, natif de Zadar, comme architecte principal de la cathédrale, ce qu'il reste jusqu'à sa mort en 1475. En un peu plus de trente ans, il modifie la conception originale de l'église. Il l'agrandie d'une nef latérale et d'absides, met en place des éléments constructifs de base pour la construction d'une coupole, introduit de nouveaux schémas de construction et enrichit le temple de décorations sculpturales. L'exemple le plus marquant est certainement le baptistère, qu'il place sous l'abside méridionale, lui donnant une forme quadrilobée qu'il sculpte dans la dans la même dalle qui sert un peu plus haut de sol dans l'abside.

### Nicolas le Florentin
À la mort de Georges le Dalmate, Niccolò di Giovanni Fiorentino (en croate Nikola Firentinac) reprend et achève les travaux de constructions dans le style de la Renaissance, suivant les plans originaux de Georges le Dalmate. Il y a exécuté les statues de saint Jacques et saint Marc, terminé la coupole et la partie supérieure de la façade, travaillé sur le chœur et le sanctuaire. Après la mort de Firentinac en 1505, la construction se poursuit sous la direction des constructeurs vénitiens Bartolomeo et Giacomo de Mestra et du maître Mestičević, un artisan de Zadar. Elle est achevée en 1536 mais n'est consacréé qu'en 1555.

## Description
Les matériaux utilisés pour la construction de cette cathédrale proviennent exclusivement d'îles croates : îles de Brač, Korčula, Rab et Krk.

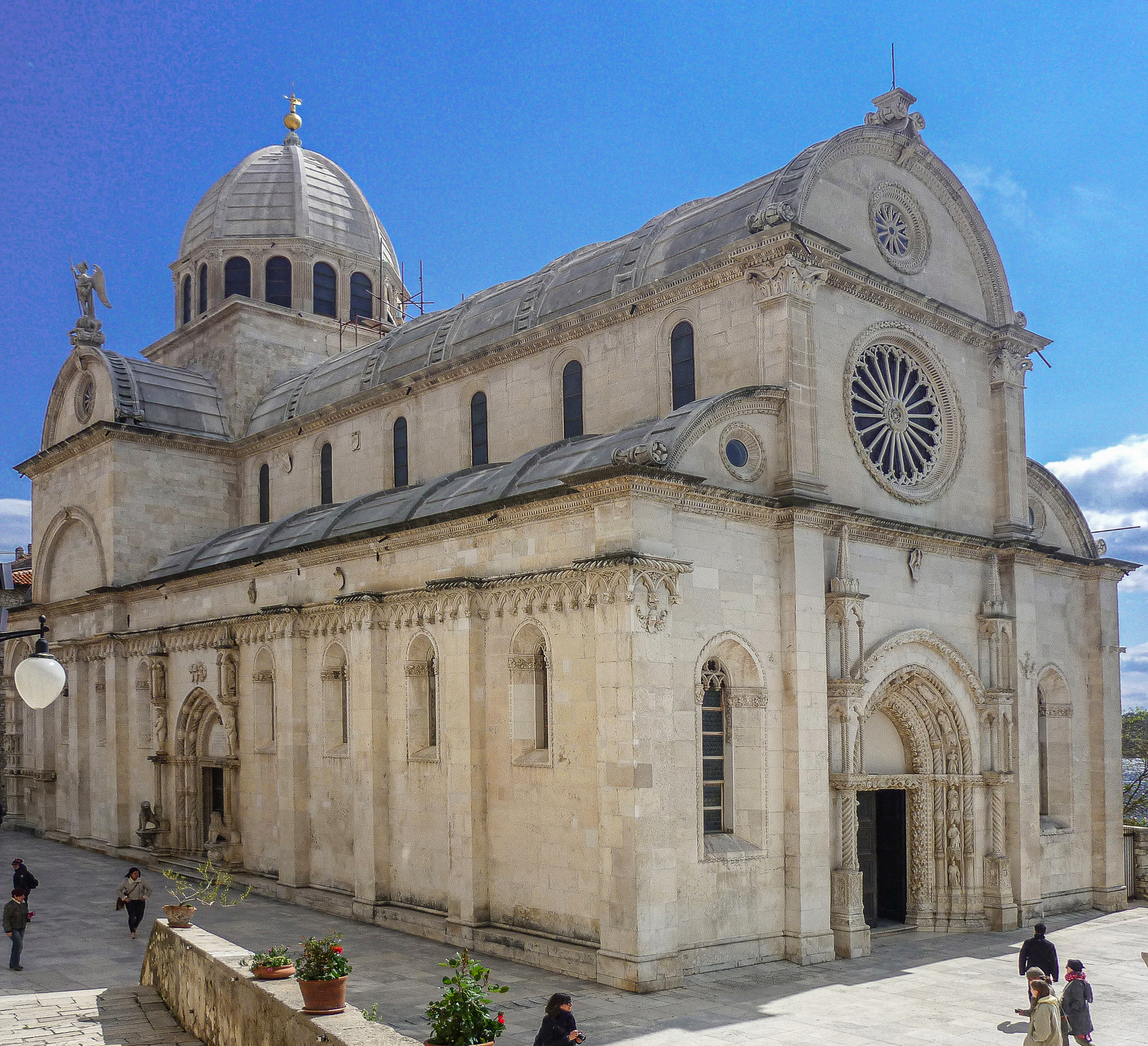
Cathédrale Saint-Jacques (Sv. Jakov)
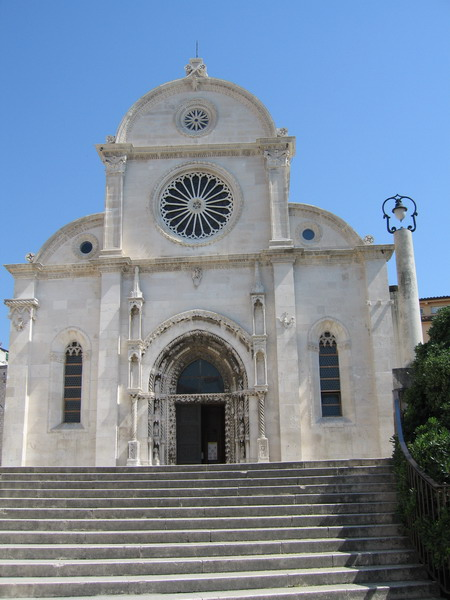
Fassade Ouest de la cathédrale avec Rosace et portail pincipal
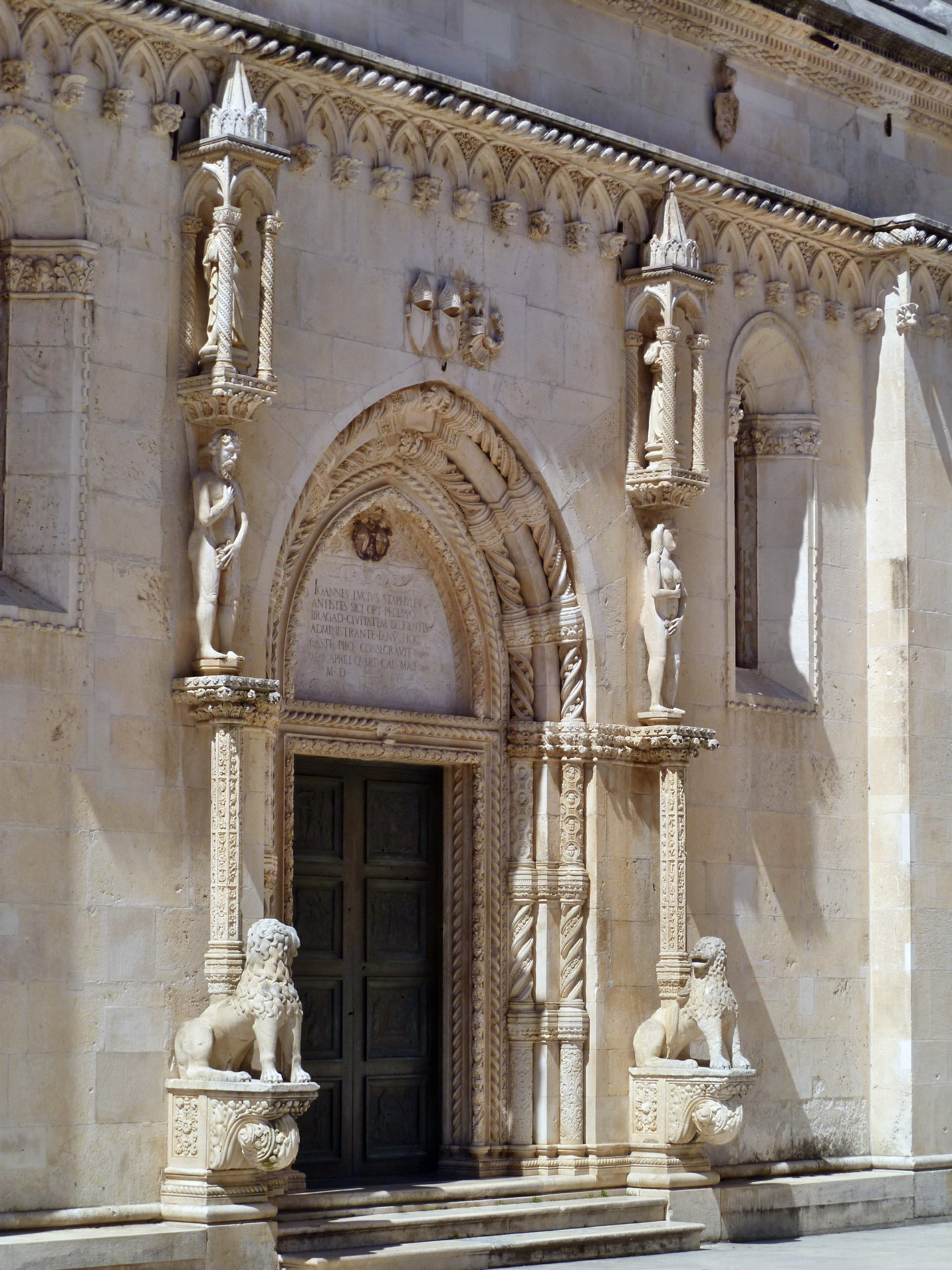
Portail Nord de la cathédrale
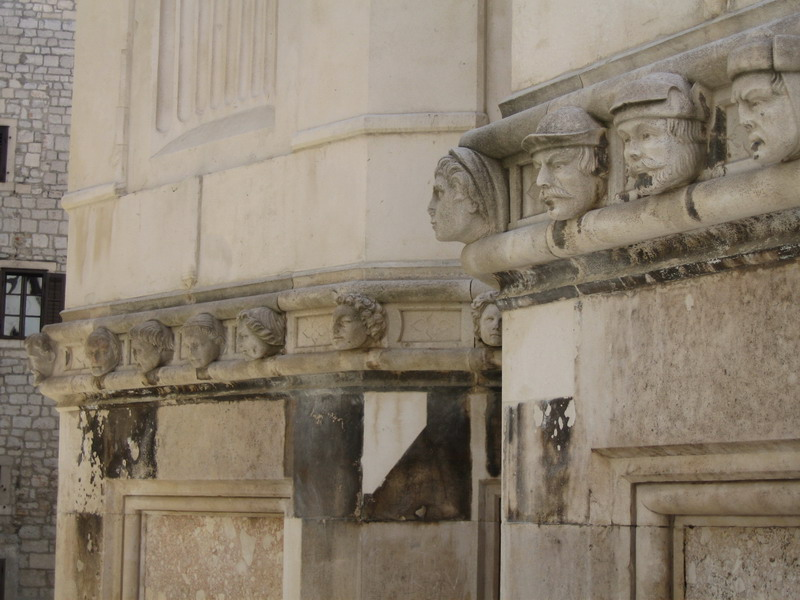
Frise de têtes sculptées à l'extérieur de la cathédrale
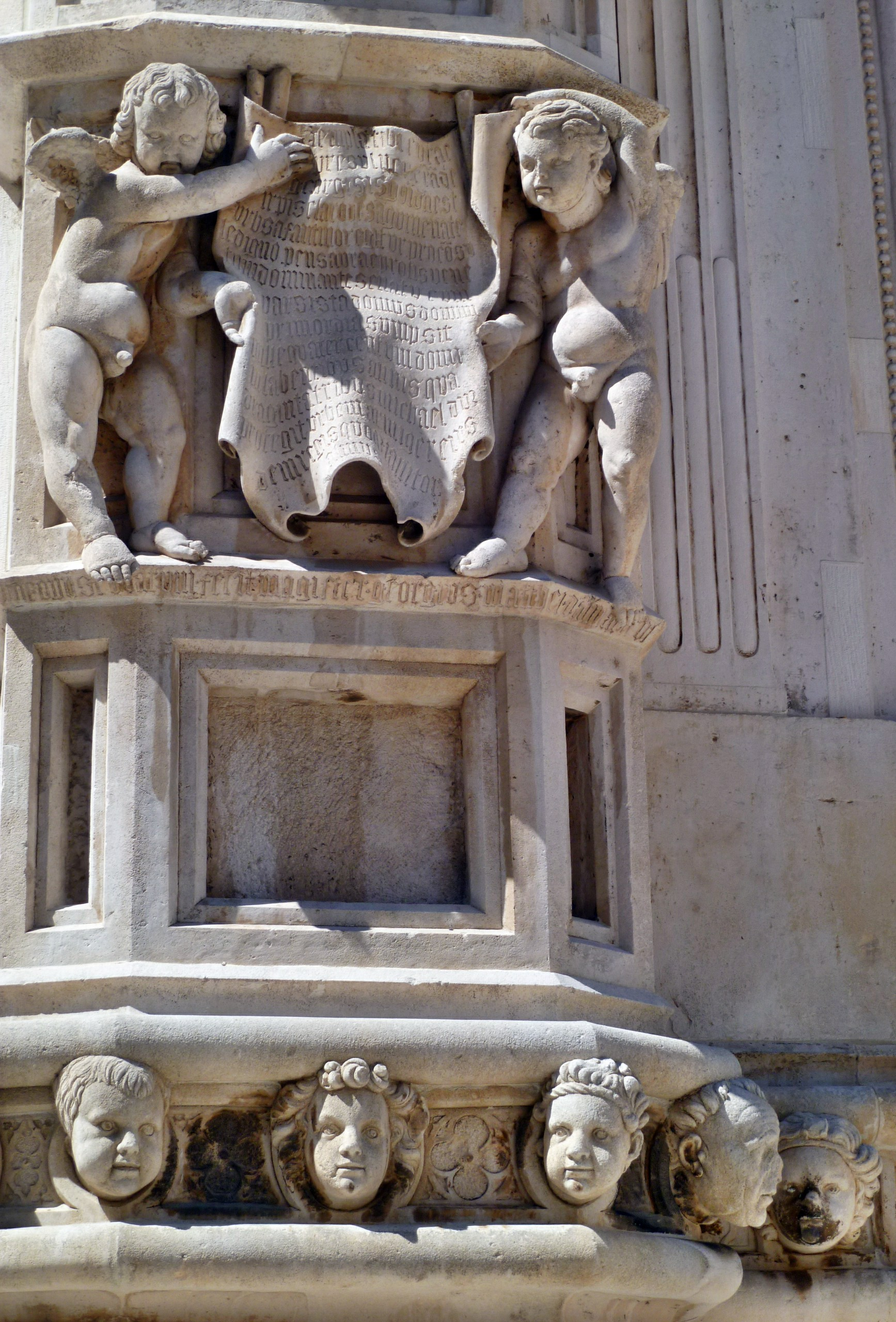
Deux putti avec inscriptions de consécration et banderole du maître Dalmatinac
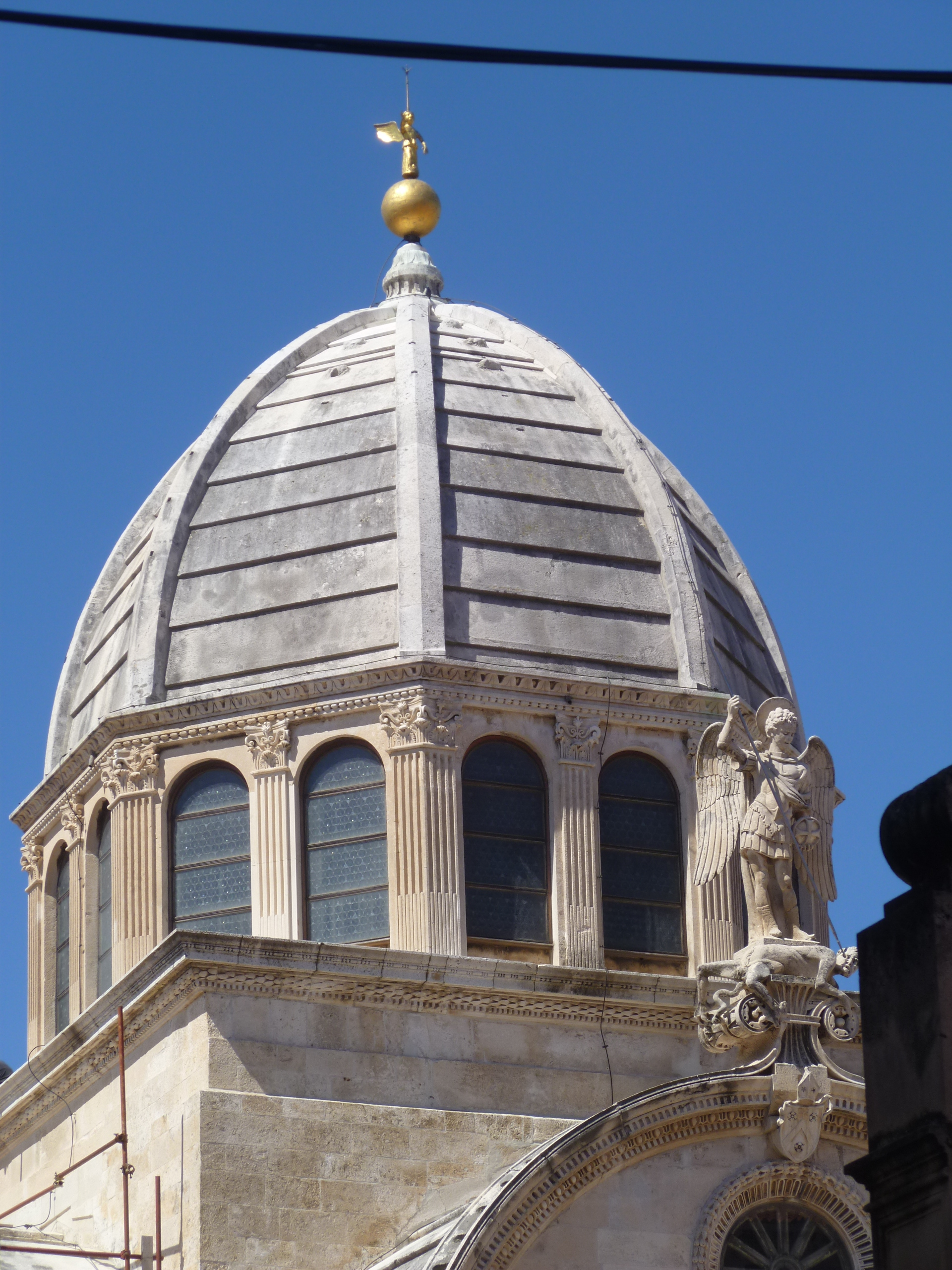
Coupole de la cathédrale
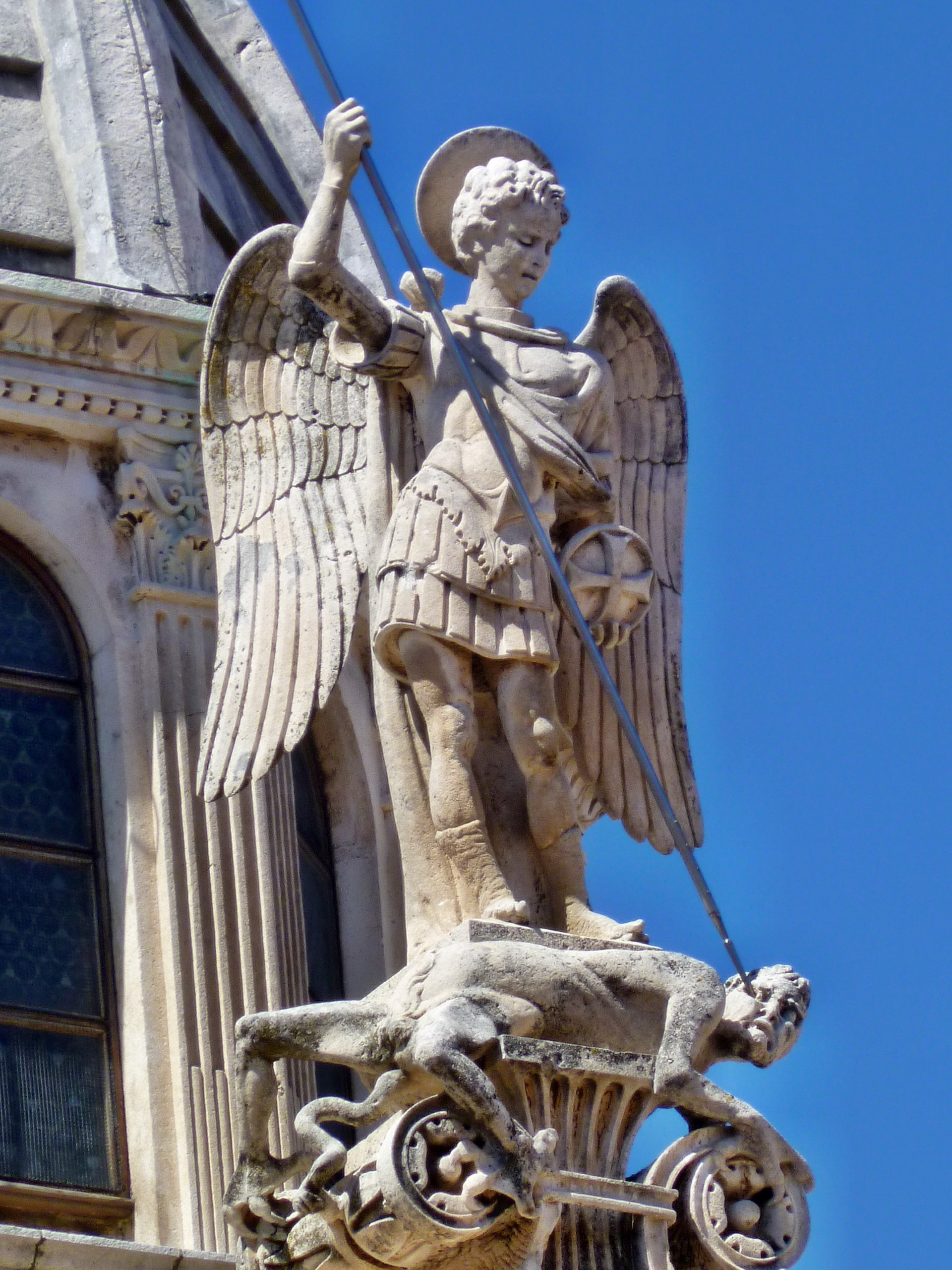
Sculpture de l'archange Michel
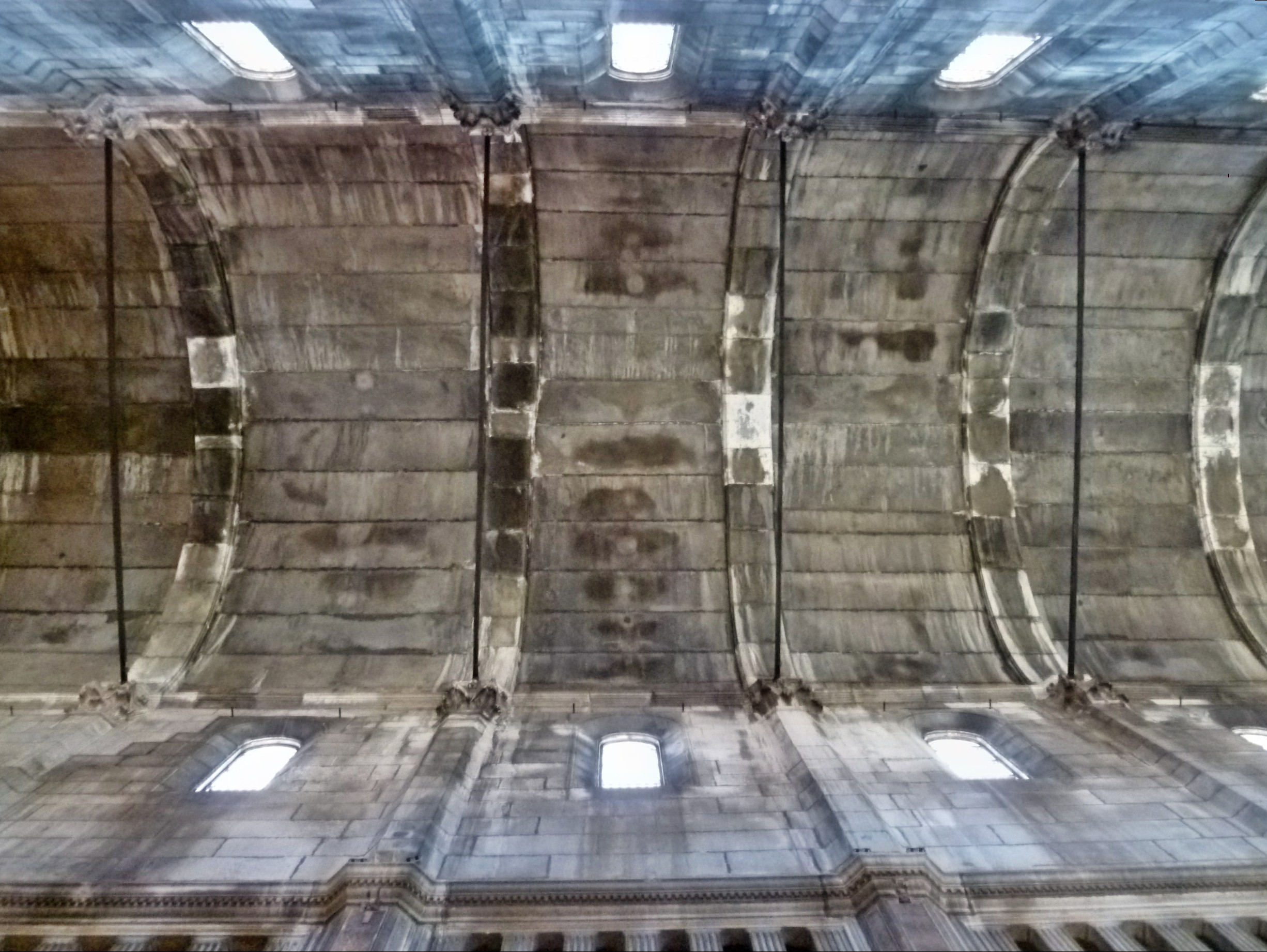
Voûte de la nef
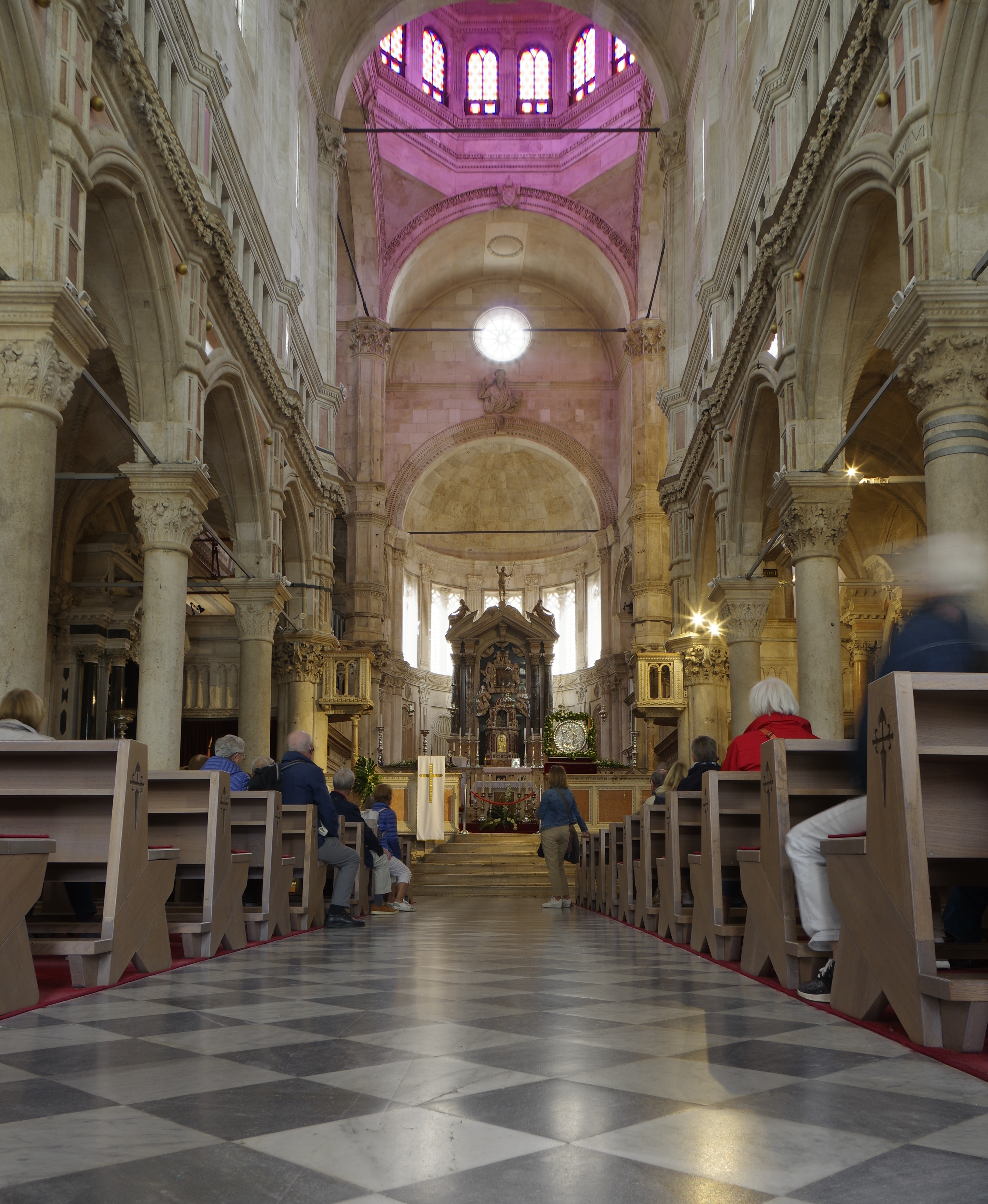
Intérieur de la cathédrale
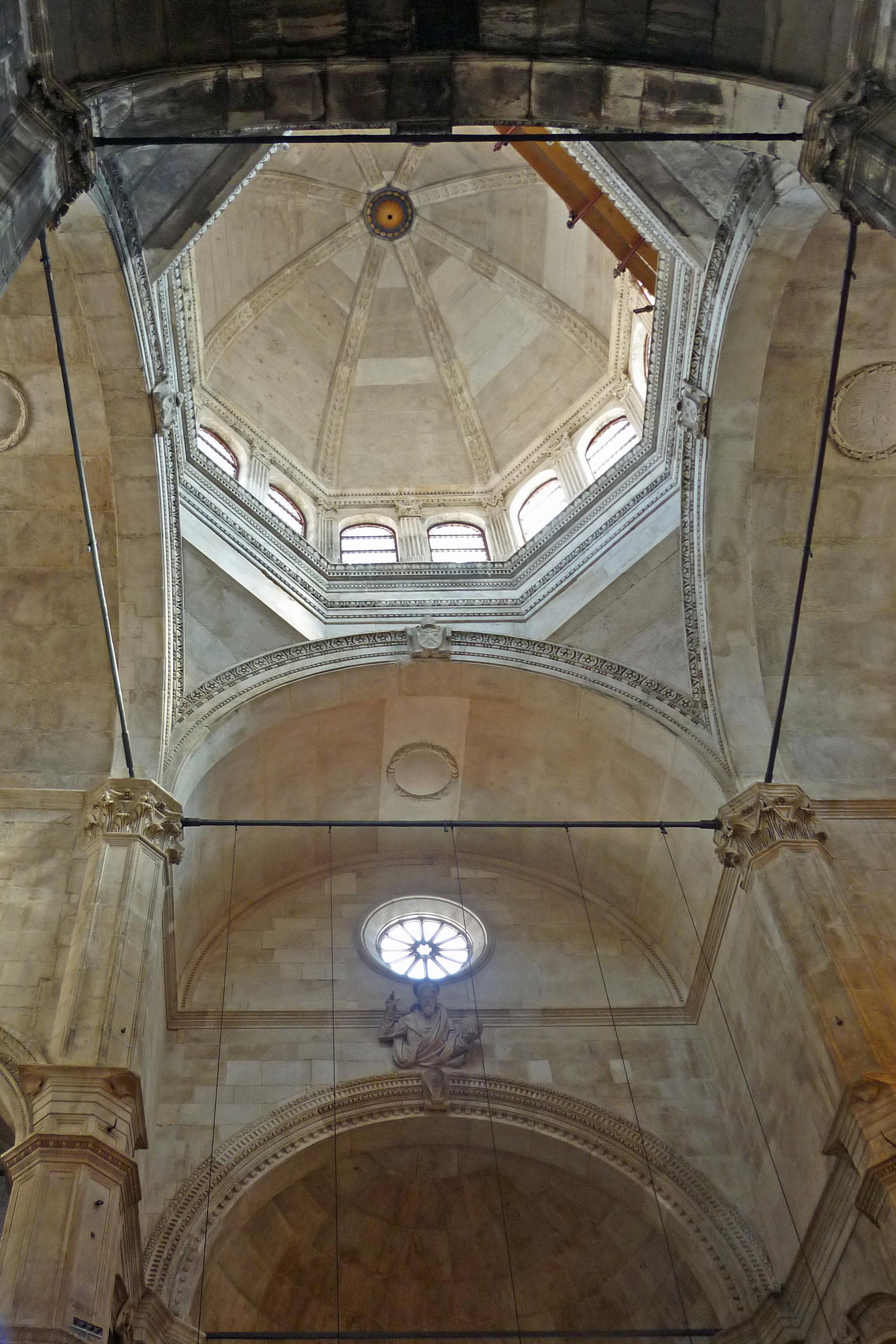
Coupole au-dessus de la croisée du transept
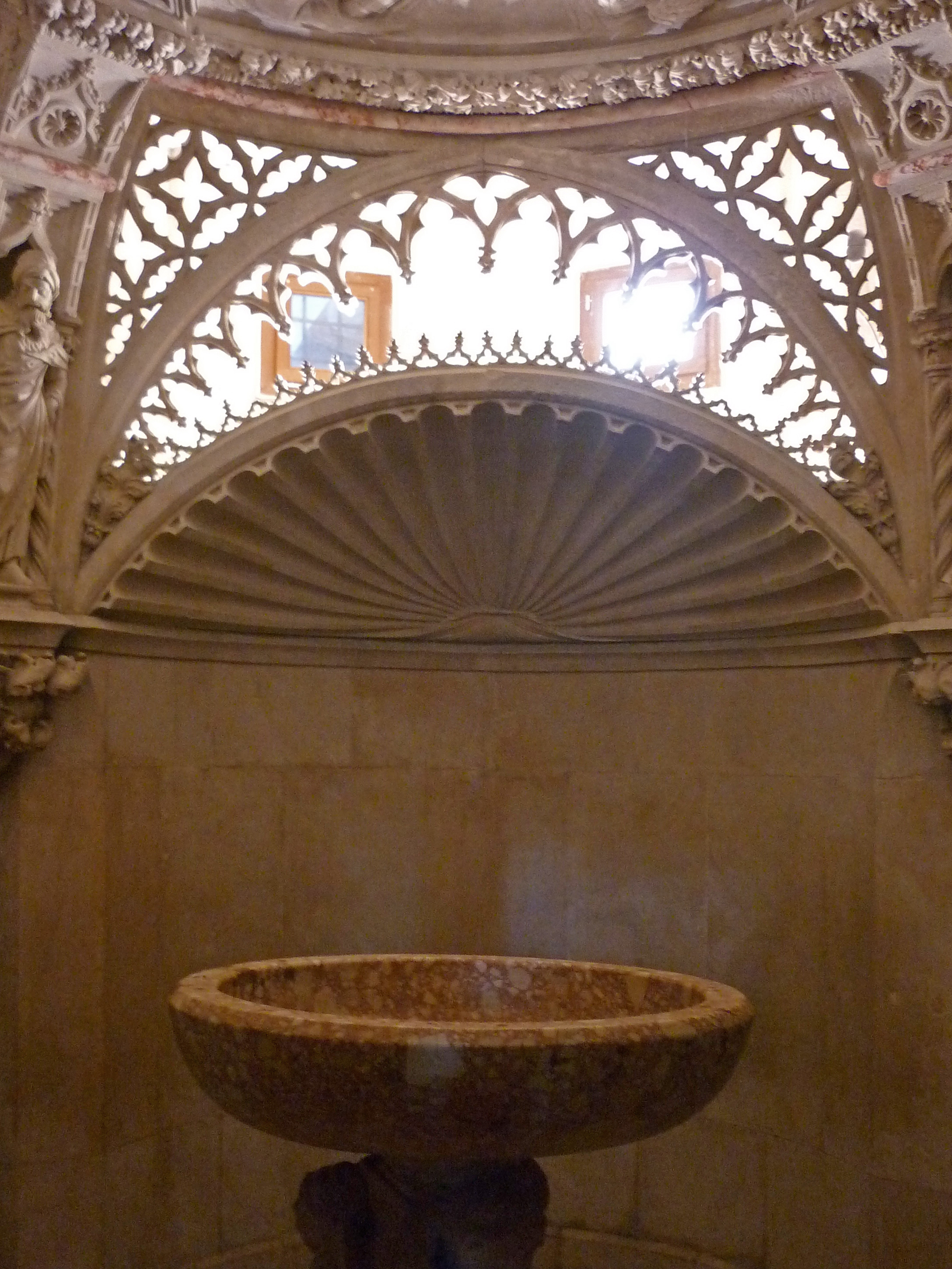
Baptistère dans l'abside méridionales
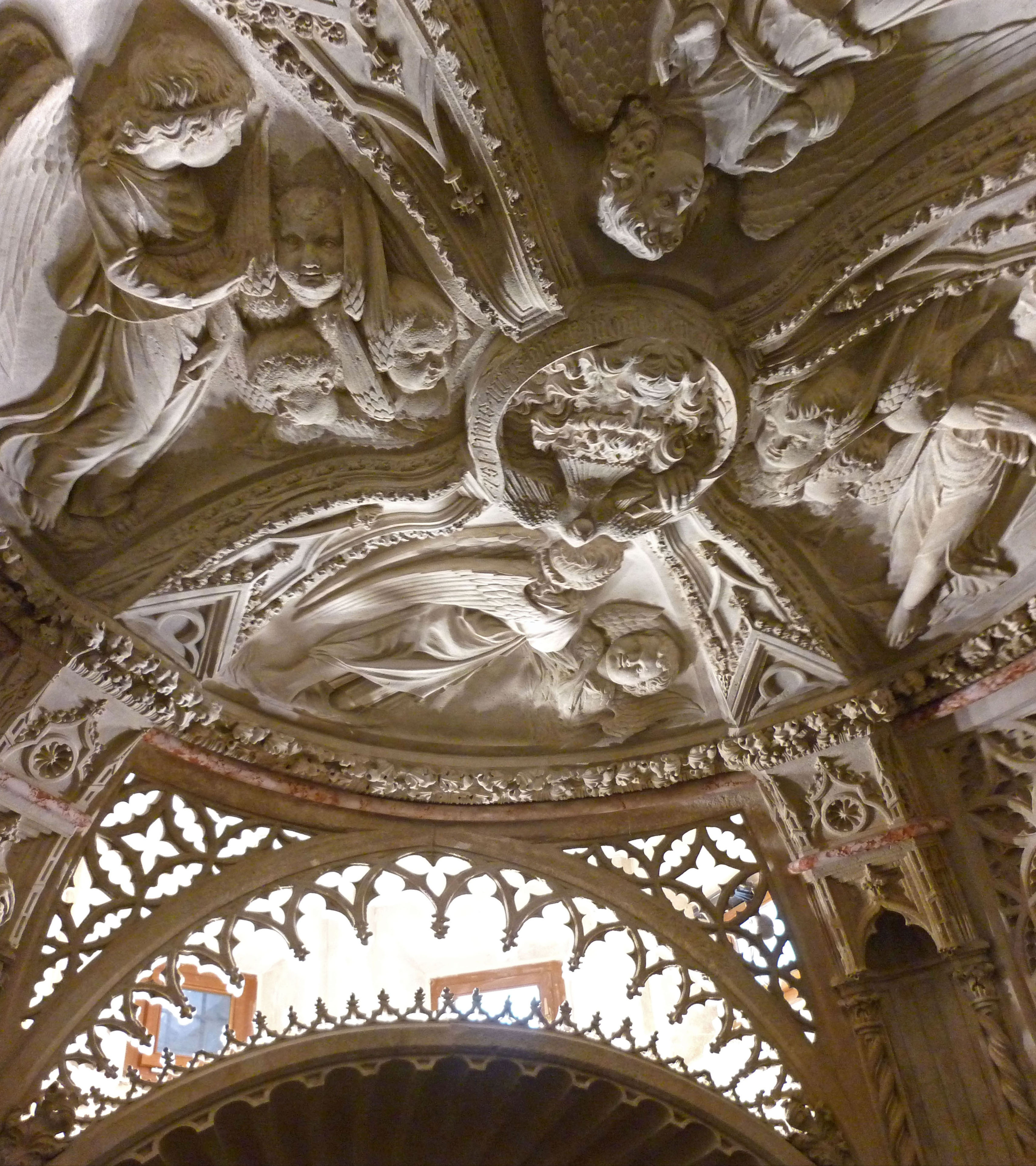
Voûte du baptistère